# هولاند ليديز تور 2021
هولاند ليديز تور 2021 (بالهولندية: Simac Ladies Tour 2021)‏ هو سباق دراجات هوائية، وهو الموسم رقم 23 من بويز ليديز تور، وأقيم خلال الفترة 24 أغسطس 2021، وحتى 29 أغسطس 2021، وامتدّ لمسافة 584.1 كيلومتر، وهو أحد سباقات طواف العالم للدراجات للسيدات 2021، وشارك فيه 91 متسابقاً ووصل إلى نهايته 53 متسابقاً.
فاز بالمركز الأول شانتال بلاك، وبالمركز الثاني مارلين رويسر، وبالمركز الثالث إيلين فان دايك، وفاز ماريان فوس في ترتيب النقاط، وكان الفائز حسب النقاط للشباب فايفر جورجي، وكان الفائز في تصنيف الجبال أنوسكا كوستر.

## الفرق
| فرق سيدات عالمية (9)- ألي بي تي سي ليوبليانا 2021 ‏ - كانيون إس آر إيه إم راسينغ 2021 ‏ - FDJ–Suez ‏ - ليف ريسينغ 2021 ‏ - موفيستار للسيدات 2021 ‏ - Liv AlUla Jayco ‏ - فريق سنويب للسيدات 2021 ‏ - إس دي وركس 2021 ‏ - Lidl–Trek (women's team) ‏ فرق دراجات قارية سيدات (7)- Ceratizit Pro Cycling ‏ - لوتو سودال للسيدات 2021 ‏ - فالكار سيلانس 2021 ‏ - باركهوتل فالكنبورغ 2021 ‏ - GT Krush Rebellease Pro Cycling ‏ - جامبو فيسما للسيدات 2021 ‏ - إن إكس تي جي ريسينغ 2021 ‏ |  |
| |  |

## المراحل
| قائمة المراحل | قائمة المراحل | قائمة المراحل          | قائمة المراحل  | قائمة المراحل | قائمة المراحل   | قائمة المراحل               |
| المرحلة       | التاريخ       | الدورة                 |                | المسافة (كم)  | الفائز بالمرحلة | القائد العام                |
| ------------- | ------------- | ---------------------- | -------------- | ------------- | --------------- | --------------------------- |
| المقدمة       | 24 أغسطس      | إيده – إيده            | ضد الساعة      | 2٫4           | ماريان فوس      | ماريان فوس                  |
| مرحلة 1       | 25 أغسطس      | Zwolle ‏ – هاردنبيرخ    | مرحلة مستوية   | 134٫4         | أليسون جاكسون   | أليسون جاكسون               |
| مرحلة 2       | 26 أغسطس      | خنيب – خنيب            | فردي ضد الساعة | 22٫2          | مارلين رويسر    | مارلين رويسر                |
| مرحلة 3       | 27 أغسطس      | Stramproy ‏ – فيرت      | مرحلة مستوية   | 125٫9         | Lonneke Uneken ‏ | مارلين رويسر                |
| مرحلة 4       | 28 أغسطس      | Geleen ‏ – Sweikhuizen ‏ | مرحلة جبلية    | 148٫9         | ماريان فوس      | Chantal van den Broek-Blaak |
| مرحلة 5       | 29 أغسطس      | آرنم – آرنم            | مرحلة مستوية   | 150٫3         | ماريان فوس      | Chantal van den Broek-Blaak |

## النتيجة

### مرحلة 0
هي مرحلة أقيمت في 24 أغسطس 2021، وامتدّت لمسافة 2.4 كيلومتر. فاز بالمرحلة ماريان فوس، وكان متصدر الترتيب العام في نهاية المرحلة ماريان فوس، وكان المتصدر حسب ترتيب النقاط ماريان فوس، وكان المتصدر في ترتيب التسلق لا أحد ‏، وتصدر ترتيب النقاط للشباب Lonneke Uneken ‏، وكان متصدر ترتيب الفرق جامبو فيسما للسيدات 2021 ‏.
| التصنيف العام         | التصنيف العام       | التصنيف العام | التصنيف العام                      | التصنيف العام |
| العداء                | العداء              | البلد         | الفريق                             | الوقت         |
| --------------------- | ------------------- | ------------- | ---------------------------------- | ------------- |
| 1                     | ماريان فوس          | هولندا        | Jumbo-Visma                        | 3 دقيقة 01 ث  |
| 2                     | Ellen van Dijk      | هولندا        | Trek-Segafredo                     | + 5 ث         |
| 3                     | سيسيلي أوتوب لودفيغ | الدنمارك      | FDJ-Nouvelle Aquitaine-Futuroscope | + 6 ث         |
| 4                     | Lonneke Uneken ‏     | هولندا        | SD Worx                            | + 6 ث         |
| 5                     | لورينا ويبيس        | هولندا        | Team DSM                           | + 7 ث         |
| 6                     | كريستين ماجروس      | لوكسمبورغ     | SD Worx                            | + 7 ث         |
| 7                     | إليسا بالسامو       | إيطاليا       | Valcar Travel & Service            | + 8 ث         |
| 8                     | ليزا كلاين          | ألمانيا       | Canyon-SRAM Racing                 | + 8 ث         |
| 9                     | باربرا جوارشي       | إيطاليا       | Movistar Women                     | + 8 ث         |
| 10                    | Charlotte Kool ‏     | هولندا        | NXTG Racing                        | + 8 ث         |
| مصدر: ProCyclingStats |                     |               |                                    |               |

### مرحلة 1
هي مرحلة بسيطة، أقيمت في 25 أغسطس 2021، وامتدّت لمسافة 134.4 كيلومتر. فاز بالمرحلة أليسون جاكسون، وكان متصدر الترتيب العام في نهاية المرحلة أليسون جاكسون، وكان المتصدر حسب ترتيب النقاط ماريان فوس، وكان المتصدر في ترتيب التسلق أليسون جاكسون، وتصدر ترتيب النقاط للشباب لورينا ويبيس، وكان متصدر ترتيب الفرق جامبو فيسما للسيدات 2021 ‏.
| التصنيف العام         | التصنيف العام       | التصنيف العام | التصنيف العام                      | التصنيف العام     |
| العداء                | العداء              | البلد         | الفريق                             | الوقت             |
| --------------------- | ------------------- | ------------- | ---------------------------------- | ----------------- |
| 1                     | أليسون جاكسون       | كندا          | Liv Racing                         | 3 س 21 دقيقة 25 ث |
| 2                     | ماريان فوس          | هولندا        | Jumbo-Visma                        | + 0 ث             |
| 3                     | لورينا ويبيس        | هولندا        | Team DSM                           | + 3 ث             |
| 4                     | Ellen van Dijk      | هولندا        | Trek-Segafredo                     | + 5 ث             |
| 5                     | سيسيلي أوتوب لودفيغ | الدنمارك      | FDJ-Nouvelle Aquitaine-Futuroscope | + 6 ث             |
| 6                     | Lonneke Uneken ‏     | هولندا        | SD Worx                            | + 6 ث             |
| 7                     | كريستين ماجروس      | لوكسمبورغ     | SD Worx                            | + 7 ث             |
| 8                     | Maëlle Grossetête ‏  | فرنسا         | FDJ-Nouvelle Aquitaine-Futuroscope | + 8 ث             |
| 9                     | إليسا بالسامو       | إيطاليا       | Valcar Travel & Service            | + 8 ث             |
| 10                    | ليزا كلاين          | ألمانيا       | Canyon-SRAM Racing                 | + 8 ث             |
| مصدر: ProCyclingStats |                     |               |                                    |                   |

### مرحلة 2
هي مرحلة من نوع سباق زمن فردي، أقيمت في 26 أغسطس 2021، وامتدّت لمسافة 22.2 كيلومتر. فاز بالمرحلة مارلين رويسر، وكان متصدر الترتيب العام في نهاية المرحلة مارلين رويسر، وكان المتصدر حسب ترتيب النقاط إيلين فان دايك، وكان المتصدر في ترتيب التسلق أليسون جاكسون، وتصدر ترتيب النقاط للشباب إيما نورسجارد يورجنسن، وكان متصدر ترتيب الفرق إس دي وركس 2021 ‏.
| التصنيف العام         | التصنيف العام               | التصنيف العام   | التصنيف العام      | التصنيف العام     |
| العداء                | العداء                      | البلد           | الفريق             | الوقت             |
| --------------------- | --------------------------- | --------------- | ------------------ | ----------------- |
| 1                     | مارلين رويسر                | سويسرا          | Alé BTC Ljubljana  | 3 س 42 دقيقة 17 ث |
| 2                     | Ellen van Dijk              | هولندا          | Trek-Segafredo     | + 12 ث            |
| 3                     | Chantal van den Broek-Blaak | هولندا          | SD Worx            | + 39 ث            |
| 4                     | ليزا كلاين                  | ألمانيا         | Canyon-SRAM Racing | + 47 ث            |
| 5                     | Emma Norsgaard              | الدنمارك        | Movistar Women     | + 1 دقيقة 01 ث    |
| 6                     | ديمي فوليرينغ               | هولندا          | SD Worx            | + 1 دقيقة 19 ث    |
| 7                     | أليس بارنز                  | المملكة المتحدة | Canyon-SRAM Racing | + 1 دقيقة 29 ث    |
| 8                     | أنوسكا كوستر                | هولندا          | Jumbo-Visma        | + 1 دقيقة 29 ث    |
| 9                     | سارة روي                    | أستراليا        | Team BikeExchange  | + 1 دقيقة 31 ث    |
| 10                    | ماريان فوس                  | هولندا          | Jumbo-Visma        | + 1 دقيقة 34 ث    |
| مصدر: ProCyclingStats |                             |                 |                    |                   |

### مرحلة 3
هي مرحلة بسيطة، أقيمت في 27 أغسطس 2021، وامتدّت لمسافة 125.9 كيلومتر. فاز بالمرحلة Lonneke Uneken ‏، وكان متصدر الترتيب العام في نهاية المرحلة مارلين رويسر، وكان المتصدر حسب ترتيب النقاط ماريان فوس، وكان المتصدر في ترتيب التسلق أليسون جاكسون، وتصدر ترتيب النقاط للشباب فايفر جورجي، وكان متصدر ترتيب الفرق إس دي وركس 2021 ‏.
| التصنيف العام         | التصنيف العام               | التصنيف العام   | التصنيف العام           | التصنيف العام      |
| العداء                | العداء                      | البلد           | الفريق                  | الوقت              |
| --------------------- | --------------------------- | --------------- | ----------------------- | ------------------ |
| 1                     | مارلين رويسر                | سويسرا          | Alé BTC Ljubljana       | 11 س 19 دقيقة 56 ث |
| 2                     | Chantal van den Broek-Blaak | هولندا          | SD Worx                 | + 2 ث              |
| 3                     | Ellen van Dijk              | هولندا          | Trek-Segafredo          | + 6 ث              |
| 4                     | ليزا كلاين                  | ألمانيا         | Canyon-SRAM Racing      | + 17 ث             |
| 5                     | ديمي فوليرينغ               | هولندا          | SD Worx                 | + 42 ث             |
| 6                     | فايفر جورجي                 | المملكة المتحدة | Team DSM                | + 50 ث             |
| 7                     | ماريان فوس                  | هولندا          | Jumbo-Visma             | + 1 دقيقة 17 ث     |
| 8                     | ايمي بيترز                  | هولندا          | SD Worx                 | + 1 دقيقة 29 ث     |
| 9                     | أنوسكا كوستر                | هولندا          | Jumbo-Visma             | + 1 دقيقة 34 ث     |
| 10                    | Vittoria Guazzini ‏          | إيطاليا         | Valcar Travel & Service | + 1 دقيقة 42 ث     |
| مصدر: ProCyclingStats |                             |                 |                         |                    |

### مرحلة 4
هي مرحلة جبلية، أقيمت في 28 أغسطس 2021، وامتدّت لمسافة 148.9 كيلومتر. فاز بالمرحلة ماريان فوس، وكان متصدر الترتيب العام في نهاية المرحلة شانتال بلاك، وكان المتصدر حسب ترتيب النقاط ماريان فوس، وكان المتصدر في ترتيب التسلق أليسون جاكسون، وتصدر ترتيب النقاط للشباب فايفر جورجي، وكان متصدر ترتيب الفرق إس دي وركس 2021 ‏.
| التصنيف العام         | التصنيف العام               | التصنيف العام   | التصنيف العام     | التصنيف العام      |
| العداء                | العداء                      | البلد           | الفريق            | الوقت              |
| --------------------- | --------------------------- | --------------- | ----------------- | ------------------ |
| 1                     | Chantal van den Broek-Blaak | هولندا          | SD Worx           | 11 س 19 دقيقة 56 ث |
| 2                     | مارلين رويسر                | سويسرا          | Alé BTC Ljubljana | + 2 ث              |
| 3                     | Ellen van Dijk              | هولندا          | Trek-Segafredo    | + 6 ث              |
| 4                     | ديمي فوليرينغ               | هولندا          | SD Worx           | + 17 ث             |
| 5                     | ماريان فوس                  | هولندا          | Jumbo-Visma       | + 42 ث             |
| 6                     | فايفر جورجي                 | المملكة المتحدة | Team DSM          | + 50 ث             |
| 7                     | ايمي بيترز                  | هولندا          | SD Worx           | + 1 دقيقة 17 ث     |
| 8                     | أليسون جاكسون               | كندا            | Liv Racing        | + 1 دقيقة 29 ث     |
| 9                     | Jeanne Korevaar ‏            | هولندا          | Liv Racing        | + 1 دقيقة 34 ث     |
| 10                    | مارتا باستيانيلي            | إيطاليا         | Alé BTC Ljubljana | + 1 دقيقة 42 ث     |
| مصدر: ProCyclingStats |                             |                 |                   |                    |

### مرحلة 5
هي مرحلة بسيطة، أقيمت في 29 أغسطس 2021، وامتدّت لمسافة 150.3 كيلومتر. فاز بالمرحلة ماريان فوس، وكان متصدر الترتيب العام في نهاية المرحلة شانتال بلاك.
| التصنيف العام         | التصنيف العام               | التصنيف العام   | التصنيف العام     | التصنيف العام      |
| العداء                | العداء                      | البلد           | الفريق            | الوقت              |
| --------------------- | --------------------------- | --------------- | ----------------- | ------------------ |
| 1                     | Chantal van den Broek-Blaak | هولندا          | SD Worx           | 14 س 46 دقيقة 39 ث |
| 2                     | مارلين رويسر                | سويسرا          | Alé BTC Ljubljana | + 17 ث             |
| 3                     | Ellen van Dijk              | هولندا          | Trek-Segafredo    | + 30 ث             |
| 4                     | ماريان فوس                  | هولندا          | Jumbo-Visma       | + 51 ث             |
| 5                     | ديمي فوليرينغ               | هولندا          | SD Worx           | + 1 دقيقة 03 ث     |
| 6                     | فايفر جورجي                 | المملكة المتحدة | Team DSM          | + 1 دقيقة 20 ث     |
| 7                     | ايمي بيترز                  | هولندا          | SD Worx           | + 1 دقيقة 35 ث     |
| 8                     | أليسون جاكسون               | كندا            | Liv Racing        | + 2 دقيقة 05 ث     |
| 9                     | مارتا باستيانيلي            | إيطاليا         | Alé BTC Ljubljana | + 2 دقيقة 39 ث     |
| 10                    | Jeanne Korevaar ‏            | هولندا          | Liv Racing        | + 2 دقيقة 49 ث     |
| مصدر: ProCyclingStats |                             |                 |                   |                    |

## المشاركون
| يو أي أيه تيم ‏ ALE | يو أي أيه تيم ‏ ALE              | يو أي أيه تيم ‏ ALE |
| ------------------ | ------------------------------- | ------------------ |
| م                  | عداء                            | مرتبة              |
| 1                  | Anastasia Chursina              | لم يكمل السباق-3   |
| 3                  | مارتا باستيانيلي                | 9                  |
| 4                  | Laura Tomasi ‏                   | 21                 |
| 5                  | Maaike Boogaard ‏                | لم يكمل السباق-4   |
| 6                  | مارلين رويسر (طريق و زمني فردي) | 2                  |

| كانيون–إس آر إيه إم ‏ CSR | كانيون–إس آر إيه إم ‏ CSR | كانيون–إس آر إيه إم ‏ CSR |
| ------------------------ | ------------------------ | ------------------------ |
| م                        | عداء                     | مرتبة                    |
| 11                       | Alice Barnes             | 41                       |
| 12                       | إيلا هاريس               | 18                       |
| 13                       | الكسيس ريان              | 37                       |
| 14                       | ليزا كلاين               | 20                       |
| 15                       | كاتارزينا نيفيادوما      | 13                       |
| 16                       | هانا بارنز               | 29                       |

| FDJ–Suez ‏ FDJ | FDJ–Suez ‏ FDJ       | FDJ–Suez ‏ FDJ    |
| ------------- | ------------------- | ---------------- |
| م             | عداء                | مرتبة            |
| 21            | برودي شابمان        | لم يكمل السباق-4 |
| 22            | Clara Copponi ‏      | 45               |
| 23            | أوجيني دوفال        | 24               |
| 24            | Maëlle Grossetête ‏  | 42               |
| 25            | سيسيلي أوتوب لودفيغ | لم يكمل السباق-4 |

| ليف ريسينغ ‏ LIV | ليف ريسينغ ‏ LIV  | ليف ريسينغ ‏ LIV |
| --------------- | ---------------- | --------------- |
| م               | عداء             | مرتبة           |
| 31              | Valerie Demey ‏   | 34              |
| 32              | أليسون جاكسون    | 8               |
| 33              | Marta Jaskulska ‏ | 23              |
| 35              | Jeanne Korevaar ‏ | 10              |
| 36              | Evy Kuijpers ‏    | 46              |

| موفيستار للسيدات ‏ MOV | موفيستار للسيدات ‏ MOV         | موفيستار للسيدات ‏ MOV |
| --------------------- | ----------------------------- | --------------------- |
| م                     | عداء                          | مرتبة                 |
| 41                    | باربرا جوارشي                 | لم يبدأ-4             |
| 42                    | Jelena Erić (cyclist) ‏ (طريق) | لم يكمل السباق-4      |
| 43                    | أليسيا غونزاليس بلانكو        | 35                    |
| 44                    | غلوريا رودريغيز               | لم يكمل السباق-5      |
| 45                    | أود بيانيك                    | لم يبدأ-1             |
| 46                    | Emma Norsgaard (زمني فردي)    | لم يكمل السباق        |

| Liv AlUla Jayco ‏ BEX | Liv AlUla Jayco ‏ BEX             | Liv AlUla Jayco ‏ BEX |
| -------------------- | -------------------------------- | -------------------- |
| م                    | عداء                             | مرتبة                |
| 51                   | يانيكي إنسينغ                    | 19                   |
| 52                   | جورجيا وليامز (طريق و زمني فردي) | لم يكمل السباق-4     |
| 53                   | سارة روي (طريق)                  | لم يبدأ-4            |
| 54                   | Teniel Campbell ‏                 | 38                   |
| 55                   | جيسيكا ألين                      | لم يكمل السباق-4     |

| فريق سنويب للسيدات ‏ DSM | فريق سنويب للسيدات ‏ DSM | فريق سنويب للسيدات ‏ DSM |
| ----------------------- | ----------------------- | ----------------------- |
| م                       | عداء                    | مرتبة                   |
| 61                      | Julia Soek ‏             | لم يكمل السباق-4        |
| 62                      | سوزان أندرسن            | 30                      |
| 63                      | Megan Jastrab ‏          | 40                      |
| 64                      | فايفر جورجي             | 6                       |
| 65                      | ليا كيرشمان             | 50                      |
| 66                      | لورينا ويبيس            | لم يبدأ-4               |

| إس دي وركس ‏ SDW | إس دي وركس ‏ SDW                   | إس دي وركس ‏ SDW  |
| --------------- | --------------------------------- | ---------------- |
| م               | عداء                              | مرتبة            |
| 71              | Chantal van den Broek-Blaak       | 1                |
| 72              | ايمي بيترز (طريق)                 | 7                |
| 73              | إيلينا سيتشيني                    | لم يكمل السباق-3 |
| 74              | ديمي فوليرينغ                     | 5                |
| 75              | كريستين ماجروس (طريق و زمني فردي) | لم يكمل السباق-3 |
| 76              | Lonneke Uneken ‏                   | 26               |

| Lidl–Trek (women's team) ‏ TFS | Lidl–Trek (women's team) ‏ TFS | Lidl–Trek (women's team) ‏ TFS |
| ----------------------------- | ----------------------------- | ----------------------------- |
| م                             | عداء                          | مرتبة                         |
| 81                            | أمالي ديديريكسن (طريق)        | 44                            |
| 82                            | Lauretta Hanson ‏              | 51                            |
| 83                            | كلو هوسكينغ                   | لم يكمل السباق-4              |
| 84                            | ليتيزيا باتيرنوستر            | لم يكمل السباق-3              |
| 85                            | Ellen van Dijk                | 3                             |
| 86                            | تريكسي ووراك                  | لم يكمل السباق-5              |

| Ceratizit Pro Cycling ‏ WNT | Ceratizit Pro Cycling ‏ WNT | Ceratizit Pro Cycling ‏ WNT |
| -------------------------- | -------------------------- | -------------------------- |
| م                          | عداء                       | مرتبة                      |
| 91                         | كيرستن وايلد               | لم يبدأ-4                  |
| 93                         | فرانزيسكا بروس             | لم يبدأ-4                  |
| 94                         | Julie Norman Leth ‏         | لم يبدأ-4                  |
| 95                         | ماريا جوليا كونفالونيري    | لم يبدأ-4                  |
| 96                         | Lea Lin Teutenberg ‏        | لم يبدأ-4                  |

| لوتو بيليسول للسيدات ‏ LSL | لوتو بيليسول للسيدات ‏ LSL | لوتو بيليسول للسيدات ‏ LSL |
| ------------------------- | ------------------------- | ------------------------- |
| م                         | عداء                      | مرتبة                     |
| 101                       | Danique Braam ‏            | 27                        |
| 102                       | Alana Castrique ‏          | لم يكمل السباق-4          |
| 103                       | حنا نيلسون                | 16                        |
| 104                       | Silke Smulders ‏           | 12                        |
| 105                       | Jesse Vandenbulcke ‏       | لم يكمل السباق-4          |
| 106                       | Elise vander Sande‏        | 52                        |

| فالكار سيلانس ‏ VAL | فالكار سيلانس ‏ VAL   | فالكار سيلانس ‏ VAL |
| ------------------ | -------------------- | ------------------ |
| م                  | عداء                 | مرتبة              |
| 111                | Eleonora Gasparrini ‏ | 48                 |
| 112                | Margaux Vigié ‏       | 47                 |
| 113                | إليسا بالسامو        | 14                 |
| 114                | Silvia Persico ‏      | لم يكمل السباق-4   |
| 115                | كيارا كونسوني        | 43                 |
| 116                | Vittoria Guazzini ‏   | لم يكمل السباق-4   |

| باركهوتل فالكنبورغ ‏ PHV | باركهوتل فالكنبورغ ‏ PHV | باركهوتل فالكنبورغ ‏ PHV |
| ----------------------- | ----------------------- | ----------------------- |
| م                       | عداء                    | مرتبة                   |
| 121                     | Amber van der Hulst ‏    | 15                      |
| 122                     | فيمكا ماركوس            | 25                      |
| 123                     | Lieke Nooijen ‏          | لم يكمل السباق-4        |
| 124                     | Mischa Bredewold ‏       | 11                      |
| 125                     | Femke Gerritse ‏         | 39                      |
| 126                     | Nina Buijsman ‏          | مستبعد-5                |

| GT Krush Rebellease Pro Cycling ‏ BPC | GT Krush Rebellease Pro Cycling ‏ BPC | GT Krush Rebellease Pro Cycling ‏ BPC |
| ------------------------------------ | ------------------------------------ | ------------------------------------ |
| م                                    | عداء                                 | مرتبة                                |
| 131                                  | Nienke Wasmus ‏                       | لم يكمل السباق-4                     |
| 132                                  | Clara Lundmark ‏                      | لم يكمل السباق-3                     |
| 133                                  | هنريتا كولبورن                       | 36                                   |
| 134                                  | Sanne Bouwmeester‏                    | لم يكمل السباق-4                     |
| 135                                  | Daniek Hengeveld ‏                    | لم يكمل السباق-4                     |
| 136                                  | Quinty Ton ‏                          | 31                                   |

| جامبو فيسما للسيدات ‏ TJV | جامبو فيسما للسيدات ‏ TJV | جامبو فيسما للسيدات ‏ TJV |
| ------------------------ | ------------------------ | ------------------------ |
| م                        | عداء                     | مرتبة                    |
| 141                      | Teuntje Beekhuis ‏        | 33                       |
| 142                      | Karlijn Swinkels ‏        | 28                       |
| 143                      | أنوسكا كوستر             | 32                       |
| 144                      | ماريان فوس               | 4                        |
| 145                      | بيرنيل ماثيسين           | 53                       |
| 146                      | رومي كاسبر               | 17                       |

| إن إكس تي جي ريسينغ ‏ NXG | إن إكس تي جي ريسينغ ‏ NXG | إن إكس تي جي ريسينغ ‏ NXG |
| ------------------------ | ------------------------ | ------------------------ |
| م                        | عداء                     | مرتبة                    |
| 151                      | Charlotte Kool ‏          | لم يكمل السباق-4         |
| 152                      | Julia Borgström ‏         | 22                       |
| 153                      | Maud Rijnbeek ‏           | لم يكمل السباق-5         |
| 154                      | Ilse Pluimers ‏           | 49                       |
| 155                      | Britt Knaven ‏            | لم يكمل السباق-4         |
| 156                      | Catalina Soto ‏           | لم يبدأ-4                |

| يو أي أيه تيم ‏ ALE | يو أي أيه تيم ‏ ALE              | يو أي أيه تيم ‏ ALE |
| ------------------ | ------------------------------- | ------------------ |
| م                  | عداء                            | مرتبة              |
| 1                  | Anastasia Chursina              | لم يكمل السباق-3   |
| 3                  | مارتا باستيانيلي                | 9                  |
| 4                  | Laura Tomasi ‏                   | 21                 |
| 5                  | Maaike Boogaard ‏                | لم يكمل السباق-4   |
| 6                  | مارلين رويسر (طريق و زمني فردي) | 2                  |

| كانيون–إس آر إيه إم ‏ CSR | كانيون–إس آر إيه إم ‏ CSR | كانيون–إس آر إيه إم ‏ CSR |
| ------------------------ | ------------------------ | ------------------------ |
| م                        | عداء                     | مرتبة                    |
| 11                       | Alice Barnes             | 41                       |
| 12                       | إيلا هاريس               | 18                       |
| 13                       | الكسيس ريان              | 37                       |
| 14                       | ليزا كلاين               | 20                       |
| 15                       | كاتارزينا نيفيادوما      | 13                       |
| 16                       | هانا بارنز               | 29                       |

| FDJ–Suez ‏ FDJ | FDJ–Suez ‏ FDJ       | FDJ–Suez ‏ FDJ    |
| ------------- | ------------------- | ---------------- |
| م             | عداء                | مرتبة            |
| 21            | برودي شابمان        | لم يكمل السباق-4 |
| 22            | Clara Copponi ‏      | 45               |
| 23            | أوجيني دوفال        | 24               |
| 24            | Maëlle Grossetête ‏  | 42               |
| 25            | سيسيلي أوتوب لودفيغ | لم يكمل السباق-4 |

| ليف ريسينغ ‏ LIV | ليف ريسينغ ‏ LIV  | ليف ريسينغ ‏ LIV |
| --------------- | ---------------- | --------------- |
| م               | عداء             | مرتبة           |
| 31              | Valerie Demey ‏   | 34              |
| 32              | أليسون جاكسون    | 8               |
| 33              | Marta Jaskulska ‏ | 23              |
| 35              | Jeanne Korevaar ‏ | 10              |
| 36              | Evy Kuijpers ‏    | 46              |

| موفيستار للسيدات ‏ MOV | موفيستار للسيدات ‏ MOV         | موفيستار للسيدات ‏ MOV |
| --------------------- | ----------------------------- | --------------------- |
| م                     | عداء                          | مرتبة                 |
| 41                    | باربرا جوارشي                 | لم يبدأ-4             |
| 42                    | Jelena Erić (cyclist) ‏ (طريق) | لم يكمل السباق-4      |
| 43                    | أليسيا غونزاليس بلانكو        | 35                    |
| 44                    | غلوريا رودريغيز               | لم يكمل السباق-5      |
| 45                    | أود بيانيك                    | لم يبدأ-1             |
| 46                    | Emma Norsgaard (زمني فردي)    | لم يكمل السباق        |

| Liv AlUla Jayco ‏ BEX | Liv AlUla Jayco ‏ BEX             | Liv AlUla Jayco ‏ BEX |
| -------------------- | -------------------------------- | -------------------- |
| م                    | عداء                             | مرتبة                |
| 51                   | يانيكي إنسينغ                    | 19                   |
| 52                   | جورجيا وليامز (طريق و زمني فردي) | لم يكمل السباق-4     |
| 53                   | سارة روي (طريق)                  | لم يبدأ-4            |
| 54                   | Teniel Campbell ‏                 | 38                   |
| 55                   | جيسيكا ألين                      | لم يكمل السباق-4     |

| فريق سنويب للسيدات ‏ DSM | فريق سنويب للسيدات ‏ DSM | فريق سنويب للسيدات ‏ DSM |
| ----------------------- | ----------------------- | ----------------------- |
| م                       | عداء                    | مرتبة                   |
| 61                      | Julia Soek ‏             | لم يكمل السباق-4        |
| 62                      | سوزان أندرسن            | 30                      |
| 63                      | Megan Jastrab ‏          | 40                      |
| 64                      | فايفر جورجي             | 6                       |
| 65                      | ليا كيرشمان             | 50                      |
| 66                      | لورينا ويبيس            | لم يبدأ-4               |

| إس دي وركس ‏ SDW | إس دي وركس ‏ SDW                   | إس دي وركس ‏ SDW  |
| --------------- | --------------------------------- | ---------------- |
| م               | عداء                              | مرتبة            |
| 71              | Chantal van den Broek-Blaak       | 1                |
| 72              | ايمي بيترز (طريق)                 | 7                |
| 73              | إيلينا سيتشيني                    | لم يكمل السباق-3 |
| 74              | ديمي فوليرينغ                     | 5                |
| 75              | كريستين ماجروس (طريق و زمني فردي) | لم يكمل السباق-3 |
| 76              | Lonneke Uneken ‏                   | 26               |

| Lidl–Trek (women's team) ‏ TFS | Lidl–Trek (women's team) ‏ TFS | Lidl–Trek (women's team) ‏ TFS |
| ----------------------------- | ----------------------------- | ----------------------------- |
| م                             | عداء                          | مرتبة                         |
| 81                            | أمالي ديديريكسن (طريق)        | 44                            |
| 82                            | Lauretta Hanson ‏              | 51                            |
| 83                            | كلو هوسكينغ                   | لم يكمل السباق-4              |
| 84                            | ليتيزيا باتيرنوستر            | لم يكمل السباق-3              |
| 85                            | Ellen van Dijk                | 3                             |
| 86                            | تريكسي ووراك                  | لم يكمل السباق-5              |

| Ceratizit Pro Cycling ‏ WNT | Ceratizit Pro Cycling ‏ WNT | Ceratizit Pro Cycling ‏ WNT |
| -------------------------- | -------------------------- | -------------------------- |
| م                          | عداء                       | مرتبة                      |
| 91                         | كيرستن وايلد               | لم يبدأ-4                  |
| 93                         | فرانزيسكا بروس             | لم يبدأ-4                  |
| 94                         | Julie Norman Leth ‏         | لم يبدأ-4                  |
| 95                         | ماريا جوليا كونفالونيري    | لم يبدأ-4                  |
| 96                         | Lea Lin Teutenberg ‏        | لم يبدأ-4                  |

| لوتو بيليسول للسيدات ‏ LSL | لوتو بيليسول للسيدات ‏ LSL | لوتو بيليسول للسيدات ‏ LSL |
| ------------------------- | ------------------------- | ------------------------- |
| م                         | عداء                      | مرتبة                     |
| 101                       | Danique Braam ‏            | 27                        |
| 102                       | Alana Castrique ‏          | لم يكمل السباق-4          |
| 103                       | حنا نيلسون                | 16                        |
| 104                       | Silke Smulders ‏           | 12                        |
| 105                       | Jesse Vandenbulcke ‏       | لم يكمل السباق-4          |
| 106                       | Elise vander Sande‏        | 52                        |

| فالكار سيلانس ‏ VAL | فالكار سيلانس ‏ VAL   | فالكار سيلانس ‏ VAL |
| ------------------ | -------------------- | ------------------ |
| م                  | عداء                 | مرتبة              |
| 111                | Eleonora Gasparrini ‏ | 48                 |
| 112                | Margaux Vigié ‏       | 47                 |
| 113                | إليسا بالسامو        | 14                 |
| 114                | Silvia Persico ‏      | لم يكمل السباق-4   |
| 115                | كيارا كونسوني        | 43                 |
| 116                | Vittoria Guazzini ‏   | لم يكمل السباق-4   |

| باركهوتل فالكنبورغ ‏ PHV | باركهوتل فالكنبورغ ‏ PHV | باركهوتل فالكنبورغ ‏ PHV |
| ----------------------- | ----------------------- | ----------------------- |
| م                       | عداء                    | مرتبة                   |
| 121                     | Amber van der Hulst ‏    | 15                      |
| 122                     | فيمكا ماركوس            | 25                      |
| 123                     | Lieke Nooijen ‏          | لم يكمل السباق-4        |
| 124                     | Mischa Bredewold ‏       | 11                      |
| 125                     | Femke Gerritse ‏         | 39                      |
| 126                     | Nina Buijsman ‏          | مستبعد-5                |

| GT Krush Rebellease Pro Cycling ‏ BPC | GT Krush Rebellease Pro Cycling ‏ BPC | GT Krush Rebellease Pro Cycling ‏ BPC |
| ------------------------------------ | ------------------------------------ | ------------------------------------ |
| م                                    | عداء                                 | مرتبة                                |
| 131                                  | Nienke Wasmus ‏                       | لم يكمل السباق-4                     |
| 132                                  | Clara Lundmark ‏                      | لم يكمل السباق-3                     |
| 133                                  | هنريتا كولبورن                       | 36                                   |
| 134                                  | Sanne Bouwmeester‏                    | لم يكمل السباق-4                     |
| 135                                  | Daniek Hengeveld ‏                    | لم يكمل السباق-4                     |
| 136                                  | Quinty Ton ‏                          | 31                                   |

| جامبو فيسما للسيدات ‏ TJV | جامبو فيسما للسيدات ‏ TJV | جامبو فيسما للسيدات ‏ TJV |
| ------------------------ | ------------------------ | ------------------------ |
| م                        | عداء                     | مرتبة                    |
| 141                      | Teuntje Beekhuis ‏        | 33                       |
| 142                      | Karlijn Swinkels ‏        | 28                       |
| 143                      | أنوسكا كوستر             | 32                       |
| 144                      | ماريان فوس               | 4                        |
| 145                      | بيرنيل ماثيسين           | 53                       |
| 146                      | رومي كاسبر               | 17                       |

| إن إكس تي جي ريسينغ ‏ NXG | إن إكس تي جي ريسينغ ‏ NXG | إن إكس تي جي ريسينغ ‏ NXG |
| ------------------------ | ------------------------ | ------------------------ |
| م                        | عداء                     | مرتبة                    |
| 151                      | Charlotte Kool ‏          | لم يكمل السباق-4         |
| 152                      | Julia Borgström ‏         | 22                       |
| 153                      | Maud Rijnbeek ‏           | لم يكمل السباق-5         |
| 154                      | Ilse Pluimers ‏           | 49                       |
| 155                      | Britt Knaven ‏            | لم يكمل السباق-4         |
| 156                      | Catalina Soto ‏           | لم يبدأ-4                |

## التصنيف العام النهائي
| التصنيف العام         | التصنيف العام               | التصنيف العام   | التصنيف العام     | التصنيف العام      |
| العداء                | العداء                      | البلد           | الفريق            | الوقت              |
| --------------------- | --------------------------- | --------------- | ----------------- | ------------------ |
| 1                     | Chantal van den Broek-Blaak | هولندا          | SD Worx           | 14 س 46 دقيقة 39 ث |
| 2                     | مارلين رويسر                | سويسرا          | Alé BTC Ljubljana | + 17 ث             |
| 3                     | Ellen van Dijk              | هولندا          | Trek-Segafredo    | + 30 ث             |
| 4                     | ماريان فوس                  | هولندا          | Jumbo-Visma       | + 51 ث             |
| 5                     | ديمي فوليرينغ               | هولندا          | SD Worx           | + 1 دقيقة 03 ث     |
| 6                     | فايفر جورجي                 | المملكة المتحدة | Team DSM          | + 1 دقيقة 20 ث     |
| 7                     | ايمي بيترز                  | هولندا          | SD Worx           | + 1 دقيقة 35 ث     |
| 8                     | أليسون جاكسون               | كندا            | Liv Racing        | + 2 دقيقة 05 ث     |
| 9                     | مارتا باستيانيلي            | إيطاليا         | Alé BTC Ljubljana | + 2 دقيقة 39 ث     |
| 10                    | Jeanne Korevaar ‏            | هولندا          | Liv Racing        | + 2 دقيقة 49 ث     |
| مصدر: ProCyclingStats |                             |                 |                   |                    |

### تصنيف النقاط
| تصنيف النقاط          | تصنيف النقاط                | تصنيف النقاط    | تصنيف النقاط       | تصنيف النقاط |
| العداء                | العداء                      | البلد           | الفريق             | النقاط       |
| --------------------- | --------------------------- | --------------- | ------------------ | ------------ |
| 1                     | ماريان فوس                  | هولندا          | Jumbo-Visma        | 97 نقطة      |
| 2                     | Chantal van den Broek-Blaak | هولندا          | SD Worx            | 56 نقطة      |
| 3                     | Ellen van Dijk              | هولندا          | Trek-Segafredo     | 55 نقطة      |
| 4                     | أليسون جاكسون               | كندا            | Liv Racing         | 51 نقطة      |
| 5                     | Lonneke Uneken ‏             | هولندا          | SD Worx            | 45 نقطة      |
| 6                     | ايمي بيترز                  | هولندا          | SD Worx            | 44 نقطة      |
| 7                     | فايفر جورجي                 | المملكة المتحدة | Team DSM           | 39 نقطة      |
| 8                     | مارلين رويسر                | سويسرا          | Alé BTC Ljubljana  | 37 نقطة      |
| 9                     | ديمي فوليرينغ               | هولندا          | SD Worx            | 32 نقطة      |
| 10                    | أليس بارنز                  | المملكة المتحدة | Canyon-SRAM Racing | 29 نقطة      |
| مصدر: ProCyclingStats |                             |                 |                    |              |

### تصنيف الجبال
| تصنيف الجبال          | تصنيف الجبال                | تصنيف الجبال     | تصنيف الجبال         | تصنيف الجبال |
| العداء                | العداء                      | البلد            | الفريق               | النقاط       |
| --------------------- | --------------------------- | ---------------- | -------------------- | ------------ |
| 1                     | أنوسكا كوستر                | هولندا           | Jumbo-Visma          | 29 نقطة      |
| 2                     | أليسون جاكسون               | كندا             | Liv Racing           | 19 نقطة      |
| 3                     | Chantal van den Broek-Blaak | هولندا           | SD Worx              | 5 نقطة       |
| 4                     | Katarzyna Niewiadoma        | بولندا           | Canyon-SRAM Racing   | 5 نقطة       |
| 5                     | ماريان فوس                  | هولندا           | Jumbo-Visma          | 4 نقطة       |
| 6                     | Karlijn Swinkels ‏           | هولندا           | Jumbo-Visma          | 4 نقطة       |
| 7                     | Jeanne Korevaar ‏            | هولندا           | Liv Racing           | 3 نقطة       |
| 8                     | إيلا هاريس                  | نيوزيلندا        | Canyon-SRAM Racing   | 3 نقطة       |
| 9                     | فيمكا ماركوس                | هولندا           | Parkhotel Valkenburg | 3 نقطة       |
| 10                    | Teniel Campbell ‏            | ترينيداد وتوباغو | Team BikeExchange    | 3 نقطة       |
| مصدر: ProCyclingStats |                             |                  |                      |              |

## تصنيف الفرق

### الفرق حسب الوقت
| تصنيف الفرق حسب الوقت | تصنيف الفرق حسب الوقت              | تصنيف الفرق حسب الوقت | تصنيف الفرق حسب الوقت |
| الفريق                | الفريق                             | البلد                 | الوقت                 |
| --------------------- | ---------------------------------- | --------------------- | --------------------- |
| 1                     | SD Worx                            | هولندا                | 44 س 22 دقيقة 40 ث    |
| 2                     | Alé BTC Ljubljana                  | إيطاليا               | + 5 دقيقة 22 ث        |
| 3                     | Canyon-SRAM Racing                 | ألمانيا               | + 5 دقيقة 55 ث        |
| 4                     | Parkhotel Valkenburg               | هولندا                | + 7 دقيقة 45 ث        |
| 5                     | Jumbo-Visma                        | هولندا                | + 8 دقيقة 37 ث        |
| 6                     | Liv Racing                         | هولندا                | + 9 دقيقة 12 ث        |
| 7                     | Lotto Soudal Ladies                | بلجيكا                | + 12 دقيقة 07 ث       |
| 8                     | Team DSM                           | ألمانيا               | + 15 دقيقة 48 ث       |
| 9                     | FDJ-Nouvelle Aquitaine-Futuroscope | فرنسا                 | + 29 دقيقة 26 ث       |
| 10                    | Valcar Travel & Service            | إيطاليا               | + 31 دقيقة 36 ث       |
| مصدر: ProCyclingStats |                                    |                       |                       |

## تصانيف فرعية

### تصنيف أفضل شاب
| تصنيف أفضل شاب        | تصنيف أفضل شاب       | تصنيف أفضل شاب   | تصنيف أفضل شاب       | تصنيف أفضل شاب     |
| العداء                | العداء               | البلد            | الفريق               | الوقت              |
| --------------------- | -------------------- | ---------------- | -------------------- | ------------------ |
| 1                     | فايفر جورجي          | المملكة المتحدة  | Team DSM             | 14 س 47 دقيقة 59 ث |
| 2                     | Mischa Bredewold ‏    | هولندا           | Parkhotel Valkenburg | + 1 دقيقة 30 ث     |
| 3                     | Silke Smulders ‏      | هولندا           | Lotto Soudal Ladies  | + 2 دقيقة 11 ث     |
| 4                     | Amber van der Hulst ‏ | هولندا           | Parkhotel Valkenburg | + 2 دقيقة 49 ث     |
| 5                     | Laura Tomasi ‏        | إيطاليا          | Alé BTC Ljubljana    | + 4 دقيقة 54 ث     |
| 6                     | Julia Borgström ‏     | السويد           | NXTG Racing          | + 5 دقيقة 06 ث     |
| 7                     | Marta Jaskulska ‏     | بولندا           | Liv Racing           | + 5 دقيقة 43 ث     |
| 8                     | Lonneke Uneken ‏      | هولندا           | SD Worx              | + 6 دقيقة 27 ث     |
| 9                     | Femke Gerritse ‏      | هولندا           | Parkhotel Valkenburg | + 9 دقيقة 29 ث     |
| 10                    | Megan Jastrab ‏       | الولايات المتحدة | Team DSM             | + 9 دقيقة 36 ث     |
| مصدر: ProCyclingStats |                      |                  |                      |                    |

## وصلات خارجية
- الموقع الرسمي
- لمحة عن سباق هولاند ليديز تور 2021 على موقع  ProCyclingStats   (برو  سايكلنج  ستاتس) - إحصاءات  محترفي  الدراجات.
- هولاند ليديز تور 2021 على موقع إحصائيات الدراجات الإحترافية (الإنجليزية)